# Maura Tomasi
Maura Tomasi (Comacchio, 7 novembre 1964) è una politica italiana.

## Biografia
Vive a Comacchio (Ferrara); si è laureata in giurisprudenza all'Università di Ferrara, di professione è avvocato.
Già vicesindaco e assessore dal 2010 al 2011, nel 2017 è candidata sindaco di Comacchio per il centrodestra, ma ottiene il 24,04% dei voti, a fronte del 50,88% di Marco Fabbri, alla guida di alcune civiche di centrosinistra, eletto al primo turno. Viene comunque eletta consigliere comunale.
Alle elezioni politiche del 2018 viene eletta alla Camera dei Deputati nel collegio uninominale di Ferrara, sostenuta dal centro-destra (in quota Lega), sconfiggendo il candidato del centro-sinistra Dario Franceschini.
Nell’ottobre del 2020, forte delle 279 preferenze personali ottenute alle comunali, diventa anche vicesindaco del suo paese, Comacchio, con deleghe all’Urbanistica e alla Pianificazione territoriale.